# Zámoly
Zámoly är en ort i Ungern.   Den ligger i provinsen Fejér, i den västra delen av landet, 50 km väster om huvudstaden Budapest. Zámoly ligger 146 meter över havet och antalet invånare är 2 194.
Terrängen runt Zámoly är platt åt sydost, men åt nordväst är den kuperad. Runt Zámoly är det tätbefolkat, med 591 invånare per kvadratkilometer. Närmaste större samhälle är Székesfehérvár, 14,1 km söder om Zámoly. Trakten runt Zámoly består till största delen av jordbruksmark.

## Personer från Zámoly
- Sándor Csoóri